# غوستاف ديزل
غوستاف ديزل (بالألمانية: Gustav Diessl)‏ (و. 1899 – 1948 م) هو ممثل مسرحي، وممثل أفلام نمساوي، ولد في فيينا، توفي في فيينا، عن عمر يناهز 49 عاماً.

## وصلات خارجية
- غوستاف ديزل على موقع IMDb (الإنجليزية)
- غوستاف ديزل على موقع ألو سيني (الفرنسية)
- غوستاف ديزل على موقع أول موفي (الإنجليزية)
- غوستاف ديزل على موقع قاعدة بيانات الأفلام السويدية (السويدية)
- غوستاف ديزل على موقع قاعدة بيانات الفيلم (الإنجليزية)
- غوستاف ديزل على موقع كينوبويسك (الروسية)